# Види ссавців світу
Mammal Species of the World («Види ссавців світу») — найвідоміше і найповніше видання про систематику ссавців.

## Загальна інформація
Українською назва перекладається як «Види ссавців світу», але у цьому зведенні є довідкова інформація і про надвидові групи, зокрема роди, родини та ряди. Всі інші «проміжні» систематичні групи описано або згадано в нарисах про три зазначені ранги. Зокрема, це стосуються підвидів, підродів, надродів (триб), підродин, надродин, підрядів і надрядів.
На сьогодні вийшло вже третє видання «Mammal Species of the World», часто згадуване як MSW3.
Редактори 3-го видання — Дон Вілсон (Don E. Wilson) та Ді-Ен Рідер (DeeAnn M. Reeder).

## Анотація третього видання

Розподіл кількості видів за рядами

Види ссавців світу (MSW3) являє собою базу даних з таксономії ссавців. Слід сподіватися, що цю базу даних на World Wide Web можна використовувати як зручне онлайнове посилання для виявлення чи перевірки визнаних наукових назв і для таксономічних досліджень. Всі назви організовані в ієрархію, яка включає в себе ряди, підряди, родини, підродини, роди, види і підвиди.
Нариси про таксони включають такі поля:
- Наукова назва
- ім'я автора та рік опису
- Першоопис (оригінальна публікація)
- Звичайна назва
- Типовий вид
- Типове знаходище
- Поширення
- Коментарі
- Статус
- Синоніми

## Видання MSW3 в інтернеті
- Офіційна сторінка видання: https://web.archive.org/web/20131018050828/http://www.vertebrates.si.edu/msw/mswcfapp/msw/index.cfm
- пдф-версія видання on-line на google-book
- електронна версія видання: http://www.bucknell.edu/msw3/ [Архівовано 22 липня 2019 у Wayback Machine.].

## Пепереднє (друге) видання
- James H. Honacki, Kenneth E. Kinman, James W. Koeppl, Association of Systematics Collections Allen Press and the Association of Systematics Collections, 1982—694 стор. на Google Books

## Кількість видів ссавців
З кожним новим виданням кількість відомих (визнаних) видів ссавців постійно збільшується.
| Рік  | Кількість видів |
| ---- | --------------- |
| 1982 | 4170            |
| 1993 | 4629            |
| 2005 | 5416            |